# ウィリー・ウィリアムズ (俳優)
ウィリー・ウィリアムズ（Willie Williams 本名不明、生年月日不明）は1980年代初頭から1990年代末にかけてフィリピンで製作されたアクション映画に出演した黒人の俳優。
クレジット名義は複数あり、スペル違いのウィリー・ウィリアムズ（Willy Williams）が時折使用され、『ニンジャ刑事/ダブルエッジ』（1985年/未/ビデオ）ではウィリー・ウッズ（Willy Woods）、『ダブル・ファイター/復讐の戦士』（1985年/未/ビデオ）ではウィリー・ウィリアム（Willy William）、『コマンドー・インベイジョン』（1985年/未/ビデオ）ではウィリー・ジョンスン（Willy Johnson）、『ヘル・キャンプ』（1986年/未/ビデオ/TV放映）ではジェラルド・ウィリアムズ（Jerald Williams）とクレジットされた。

## 人物
俳優としての特徴
戦争映画やアクション映画に出演したアフロ・ヘアの黒人俳優で、同時代にフィリピンで活動したジム・ゲインズ程の存在感は無いが、脇役俳優として安定して働いた。主にシリオ・H・サンティアゴ監督作品や香港系のシルヴァー・スター・フィルム社の疑似米国映画群に出演した。チンピラや兵士、ベトナム帰りの男と言った役どころが目立った。

## 経歴
フィリピンでのキャリアの初期には香港系のシルヴァー・スター・フィルム社製作、ロマーノ・クリストフ、ブルース・バロン、ドン・ゴードン・ベル、マイケル・ジェームズ、ロバート・マリウスと言ったアクション・スターが共演の『マッド・ドッグ2』(1983年/未ソフト化)の端役に起用された。時には『地獄からの復讐/コマンドー・ウルフ』(1987年)のMPの様に主役の味方を演じることもあった。端役出演も少なくなく、クレジットされないこともあった。タガログ語映画への出演もあり、1983年にはフィリピンのイスラム社会を題材にした『フラメンタード』(未ソフト化)に墓堀人の端役で出演している。
キャノン映画に出演
1980年代はメナハム・ゴーランとヨーラム・グローバスの製作者コンビが主宰するキャノン映画は世界各国で撮影した娯楽映画を量産した。つとにイスラエル・ロケの『デルタ・フォース』（1985年）、ジンバブエと南アフリカ・ロケの『ロマンシングアドベンチャー/キング・ソロモンの秘宝』（1985年）、南アフリカ・ロケの『アメリカン忍者2/殺人レプリカント』（1987年/未/ビデオ）、韓国ロケの『38度線』（1987年/未/ビデオ）、日本ロケの『ロボ・フレンド』（1987年/未/ビデオ）、メキシコ・ロケの『地獄のヒーロー2（復讐のブラドック/地獄のヒーロー2）』（1984年/未/ビデオ/テレビ放映＝フジテレビ・ゴールデン洋画劇場枠・1992年8月）が知られる。
フランシス・コッポラ監督のベトナム戦争大作『地獄の黙示録』（1979年）以来、映画資源の豊富さで注目されたフィリピンも例外ではなく、米軍基地があることからも戦争映画を製作する上での利点もあった。エキストラや兵器等の軍需器材の協力が得られる点が大きかった。主な物にはフランコ・ネロ主演の『燃えよNINJA（燃えよニンジャ）』（1981年/未/ビデオ/テレビ放映）、『地獄のヒーロー』（1984年）、マイケル・ダディコフ主演の『アメリカン忍者』（1985年）、デーヴィッド・キャラディーン主演の『POW地獄からの脱出』（1985年/未/ビデオ）、チャック・ノリス主演の『デルタフォース2』（1990年）がある。
ウィリアムズはチャック・ノリス主演の『地獄のヒーロー』（1984年）やマイケル・ダディコフ主演の『アメリカン忍者』（1985年）、デーヴィッド・キャラディーン主演の『POW地獄からの脱出』（1985年/未/ビデオ）と言ったミリタリー・アクション物に起用されたが、兵士や捕虜の端役だった。ウィリアムズの盟友であるジム・ゲインズ、ニック・ニコルスン、ヘンリー・ストラザルコウスキー、エリック・ハーン等も同等の待遇で起用された。また、同時期にオライオン映画の『ヘル・キャンプ』（1986年/未/ビデオ/TV放映）にも端役出演した。
ヨーロッパ資本の作品に起用される
1980年代当時のフィリピンではイタリアを始めとする米国、香港、フランス、ベルギー、西ドイツ、カナダ、オーストラリア、韓国、そして日本などの外国の撮影隊が数多く活動していた。ウィリアムズも他の在比の俳優同様に多国籍の作品に参加した。だが、当時の作品で日本に於いてVHS化された作品で、尚且つ英語版に仕立てられたものの多くは米国映画として売り出された。米国映画絶対優位の市場による常套手段だった。
その様な世情の中、『バベットの晩餐会』（1987年）の製作者として知られるデンマークのユスツ・ベツァーとベニー・コルセンが製作の戦争アクション物『マッド・ウエポン/復讐の爆裂部隊』（1985年/未/ビデオ）ではクリス・ミッチャムとジョン・フィリップ・ロウとの共演だった。また、同時期に撮影された『黙示録の勇者たち』(1985年/未ソフト化)もボビー・A・スアレス監督を始めとするチームで、ベツァーが製作に当たった。
『ストライク・コマンドー（地獄のバトル・コマンドー）』（1986年/未/ビデオ/テレビ放映＝テレビ朝日・日曜洋画劇場枠）で当てたフランコ・ガウデンツィ製作のイタリア映画にも出演しており、ルチオ・フルチ監督が途中降板し、当時『ストライク・コマンドー』や『サイバーロボ』（1988年）、『サイゴン野獣刑事』（1988年）等の戦争アクション物を連作していた監督と助監督コンビのブルーノ・マッテイとクラウディオ・フラガッソが完成させたアクション・ホラー物『サンゲリア2』（1988年/未/ビデオ）ではゾンビ化したDJ役で出演した。
これまた『戦場の謝肉祭』（1980年/未/ビデオ）以来、フィリピンで戦争アクション物を連打したアンソニー・M・ドースン（アントニオ・マルゲリーティ）監督の戦争アクションの集大成『ザ・コマンダー』（1988年/未ソフト化）では黄金の三角地帯のヘロイン中毒の傭兵役だったが、いずれもクレジットされなかった。他にも、イタリアと西ドイツ合作の戦争アクション物『コブラミッション/地獄の救出作戦』（1986年/未/ビデオ/TV放映）には捕虜役で出演した。因みに、『ザ・コマンダー』と『コブラミッション～』はスイスの製作者であるエルウィン・C・ディートリッヒが製作に関与している。
オセアニア方面でもオーストラリアが主導でフィリピン・ロケで製作した『女戦士怒りの復讐』(1988年/未/ビデオ)にも配役された。監督はフィリピンのジョーイ・ロメロが務めた。この頃よりブライアン・トレンチャード・スミス監督の『スクワッド/栄光の鉄人軍団（地獄の軍団/スクワッド）』（1988年）等の豪州映画勢もフィリピンでロケする様になった。
美術スタッフとして
1990年頃から香港系のシルヴァー・スター・フィルム社に替わる様に台頭して来たのが同じく香港系のダヴィアン・インターナショナルだった。ウィリアムズはダヴィアン・インターナショナル制作のベトナム戦争物で、シルヴァー・スター・フィルム社の看板監督だったテディー・ページがアーヴィン・ジョンスンの変名を用いた『バトル・ギース/地獄の救出指令』（1990年/未/ビデオ）にスタンバイ・ペインターとしてクレジットされたが、出演はしていない。
その後
1990年代末にはフィリピンの映画産業の低迷と共に多くの在比の欧米人俳優同様に出演履歴が途絶えるが、シリオ・H・サンティアゴとジム・ウィノースキーが共同監督した『ウォーター・ウォーズ』（2014年/未ソフト化）に姿を見せる。本作では既に2008年に物故したサンティアゴ監督が過去に撮った映像の流用が見られる。使用されのは『ストライカー（最後のアマゾネス）』（1983年/未/ビデオ/TV放映）、『ファイアーマックス』（1984年/未/ビデオ/TV放映）、『未来戦士伝/メタルガン（未来戦士/怒りの対決）』（1990年/未/ビデオ/TV放映）、『デューン・ウォリアーズ/砂漠の勇者たち』（1991年/未/ビデオ）で、これらもフッテージのリサイクルによって成り立っている。そのために、ジョー・マリ・アヴェラーナ、ゲーリー・ワトキンス、リック・ヒル、ドン・ゴードン・ベル、ボン・ヴィバー、ウィリー・ショーバー等が映り込んでいる。ウィリアムズの場面は『ファイアーマックス』からの流用である。

## 出演
フィルモグラフィ
・『マッド・ドッグ2』（1983年/未ソフト化）ジョン・ゲール（ジュン・ガラルド）監督、ブルース・バロン、ロマーノ・クリストフ、ジム・ゲインズ出演
・『フラメンタード』（1983年/未ソフト化）（クレジットなし）
・『マッド・ウォリアーズ/爆裂未来都市2000年』（1984年/未/ビデオ）（マウントライト/ソニーから発売済み）ウィルフレード・ミラン監督、アンソニー・アロンソ出演
・『バイオレントハンター』（1984年/未/ビデオ）（東宝から発売済み）テディー・ページ監督、リチャード・ハリスン出演
・『地獄のヒーロー』（1984年）（ポニーから発売済み）ジョゼフ・ジトー監督、チャック・ノリス出演
・『野獣戦線/オメガ・コマンドー』（1984年/未/ビデオ）（徳間コミュニケーションズから発売済み）ダニーロ・カブレイラ監督、マイケル・ジェームズ出演
・『地獄の処刑人』（1984年/未/ビデオ）（東宝から発売済み）テディー・ページ監督、リチャード・ハリスン出演
・『ファイアーマックス』（1984年/未公/ビデオ/TV放映）（東芝映像から発売済み）シリオ・H・サンティアゴ監督、ジョー・マリ・アヴェラーナ、クラーク・ヘンダースン、ジョゼフ・ズッチェロ第二班監督
・『ファイナル・ミッション』（1984年/未/ビデオ/TV放映）（キング・ビデオ/東北新社から発売済み）シリオ・H・サンティアゴ監督、アンソニー・マハラジ第二班監督、ジョー・マリ・アヴェラーナ助監督
・『プラトーン・コマンド/地獄のレクイエム』（1984年/未/ビデオ）（日本コロムビアから発売済み）ヴィットリオ・デ・ロメロ、ジュン・ガラルド（クレジットなし）共同監督
・『アメリカン忍者』（1985年）（ヘラルド/東芝映像から発売済み）サム・ファーステンバーグ監督、ギデオン・アミール助監督、マイケル・ダディコフ、山下タダシ出演
・『ニンジャ・フォース』（1985年/未/ビデオ）（松竹から発売済み）ロマーノ・クリストフ、テディー・ページ共同監督、ロマーノ・クリストフ出演
・『ニンジャウォリアーズ』（1985年/未/ビデオ）（松竹から発売済み）（クレジットなし）ジョン・ロイド（テディー・ページ）監督、ロン・マルチーニ、ロマーノ・クリストフ、渡辺ケン出演
・『ニンジャ刑事/ダブルエッジ』（1985年/未/ビデオ）（松竹から発売済み）ジョン・ロイド（テディー・ページ）監督、ロン・クリストフ（ロマーノ・クリストフ）出演
・『コマンドー・インベイジョン』（1985年/未/ビデオ）（CIC/ビクターから発売済み）ジョン・ゲール（ジュン・ガラルド）監督、マイケル・ジェームズ、ゴードン・ミッチェル出演
・『マッド・ウエポン/復讐の爆裂部隊』（1985年/未/ビデオ）（徳間コミュニケーションズから発売済み）ボビー・A・スアレス監督、クリス・ミッチャム、ジョン・フィリップ・ロウ出演
・『ダブル・ファイアー/復讐の戦士』（1985年/未/ビデオ）（徳間コミュニケーションズから発売済み）テディー・ページ監督、マックス・セーヤー出演
・『POW地獄からの脱出』（1985年/未/ビデオ）（キング・ビデオ/東北新社から発売済み）ギデオン・アミール監督、デーヴィッド・キャラディーン出演
・『黙示録の勇者たち』（1985年/未ソフト化）ボビー・A・スアレス監督、マイケル・ジェームズ出演
・『コマンド・ファイター』（1985年/未/ビデオ）（RCA/コロンビアから発売済み）シリオ・H・サンティアゴ監督、リック・ヒル、ブレンダ・バーキ出演
・『アマゾネス刑事/死の標的』（1986年/未/ビデオ）（東映/東北新社から発売済み）シリオ・H・サンティアゴ監督
・『ヘル・キャンプ』（1986年/未/ビデオ/TV放映）（RCA/コロンビアから発売済み）エリック・カースン監督、トム・スケリット、リチャード・ラウンドトゥリー、アンソニー・ザーブ出演
・『コブラミッション/地獄の救出作戦』（1986年/未/ビデオ/TV放映）（テイチクから発売済み）（クレジットなし）ラリー・ラドマン（ファブリツィオ・デ・アンジェリス）監督
・『コマンドー者』（1987年/未/ビデオ）（徳間コミュニケーションズから発売済み）ドミニク・エルモ・スミス監督、クレイグ・アラン、ジョージ・ニコラス、ロバート・マリウス出演
・『ミッション・ターミネート』（1987年/未/ビデオ）（東映/東北新社から発売済み）アンソニー・マハラジ監督、リチャード・ノートン出演
・『SFXリタリエーター』（1987年/未/ビデオ）（チャンネル・コミュニケーションズから発売済み）ジョン・ゲール（ジュン・ガラルド）監督、クリス・ミッチャム、リンダ・ブレア出演
・『SOSマニラ特急』（1987年/未/ビデオ）（チャンネル・コミュニケーションズから発売済み）ピーター・M・マッケンジー監督、ラリー・ウィルコックス出演
・『アイ・オブ・ザ・イーグル』（1987年/未/ビデオ）（CBS/フォックスから発売済み）シリオ・H・サンティアゴ監督、ジョー・マリ・アヴェラーナ第二班監督、ブレット・クラーク、ロバート・パトリック出演
・『地獄からの復讐/コマンドー・ウルフ』（1987年）（日本コロムビアから発売済み）クラーク・ヘンダースン監督、リチャード・ヤング出演
・『特攻部隊/フルメタル・ソルジャー』（1988年/未/ビデオ）（RCA/コロンビアから発売済み）（クレジットなし）シリオ・H・サンティアゴ監督
・『サンゲリア2』（1988年/未/ビデオ）（徳間ジャパンから発売済み）（クレジットなし）ルチオ・フルチ、ブルーノ・マッテイ（クレジットなし）、クラウディオ・フラガッソ（クレジットなし）共同監督、デラン・サラフィアン出演
・『ザ・コマンダー』（1988年/未ソフト化）（クレジットなし）アンソニー・M・ドースン（アントニオ・マルゲリーティ）監督、エドゥアルド・マルゲリーティ第二班監督、リー・ヴァン・クリーフ、ドナルド・プレザンス出演
・『女戦士怒りの復讐』（1988年/未/ビデオ）（日本クラウンから発売済み）ジョーイ・ロメロ監督
・『執着』（1997年/未ソフト化）ボビー・A・スアレス監督
・『ウォーター・ウォーズ』（2014年/未ソフト化）（アーカイブ・フッテージ、クレジットなし）シリオ・H・サンティアゴ、ジム・ウィノースキー共同監督